# Белые люди не умеют прыгать
«Белые люди не умеют прыгать» (англ. White Men Can't Jump; другой перевод — «Баскетбол — игра для чёрных») — американская спортивная комедия 1992 года, написанная и снятая Роном Шелтоном. В главных ролях снялись Уэсли Снайпс и Вуди Харрельсон. Фильм был выпущен 27 марта 1992 года компанией 20th Century Fox.

## Сюжет
Билли Хойл, талантливый баскетболист, зарабатывает на жизнь баскетбольными пари на уличных площадках, потому что никто не ожидает, что белый американец может хорошо играть в баскетбол. Его «обман» ещё больше провоцирует соперников, потому что Билли не скрывает своего умения, даже наоборот — всячески его демонстрирует. Но вера чёрных в то, что «белый парень», «мальчик из колледжа» не может хорошо играть, непоколебима. В начальной сцене фильма Сидни Дин проигрывает Билли соревнование в дальних бросках на глазах у своих приятелей.
Билли получает выигрыш и возвращается домой, где его ждёт подружка Глория, которая зубрит вопросы и ответы к телевикторине Jeopardy!. Выигрыш Билли добавляется в банку с наличностью, в которую они собирают деньги, чтобы расплатиться с местными бандитами, братьями Стуччи. В этот момент появляется Сидни, видит банку и предлагает Билли вдвоём обманывать доверчивых людей, гарантируя гораздо бо́льшие заработки. Параллельно Сидни подыскивает для своей семьи новый дом в тихом районе и ему нужны деньги.
Парочка успешно действует на ниве обмана, но именно в тот момент, когда в очередной игре на кон поставлены все деньги Билли — игра не удаётся и они проигрывают. Билли в отчаянии, но Глория, услышав рассказ Билли о том, что «у Сидни был тяжёлый день и он часто промахивался» понимает, что Сидни сам их надул. Билли отказывается требовать деньги назад, мотивируя это тем, что раз уж проиграл, то проиграл. Они отправляются к Сидни домой, где застают его в компании с недавними соперниками. Пока Билли выясняет отношения, Глория с женой Сидни на кухне улаживают вопросы и заставляют обоих парней выступить вместе на городском турнире по баскетболу 2х2, который они выигрывают. На обратном пути Сидни в шутку подкалывает Билли. Билли моментально заводится и ставит свой выигрыш на то, что он сможет забить сверху с трех попыток, но в результате трижды промахивается, и Билли опять на мели. На последние деньги он покупает Глории платье для викторины и отправляется домой. Глория собирает вещи и уходит, в номере отеля начинается пожар, и появляются братья Стуччи, требующие денег и дают Билли последний шанс их раздобыть.
Билли идёт к Сидни, чей приятель работает охранником на телевидении и может устроить так, чтобы Глория попала на викторину. На викторине против Глории играют двое учёных, но она, вызубрив все вопросы и ответы выигрывает с первого раза $24 000. Билли прорывается к ней в гримерку, они мирятся, и Глория даёт ему деньги. Сидни требует его уплаты долга. В городе проводится очередной турнир, где выступают звезды — Эдди «Король» Фарук и Дак Джонсон. Глория грозит, что если Билли ещё раз будет играть в баскетбол на деньги, она от него уйдёт. Но Билли под давлением Сидни соглашается рискнуть, и в финале турнира они обыгрывают Короля и Дака, но Глория уходит, а выигрыш забирают братья Стуччи.

## В ролях
- Уэсли Снайпс — Сидни Дин;
- Вуди Харрельсон — Билли Хойл;
- Рози Перес — Глория Клементе;
- Тайра Феррелл — Ронда Дин;
- Кадим Хардисон — джуниор;
- Маркес Джонсон — Рэймонд;
- Алекс Требек — играет сам себя;
- Дуэйн Мартин — Уилли Льюис

## Награды
- Две номинации на MTV Movie Award 1993 — Уэсли Снайпс и Вуди Харрельсон.

## Ремейк
В 2023 году на стриминговом сервисе Hulu вышел ремейк фильма под таким же названием.